# High Prairie
High Prairie is een plaats (town) in de Canadese provincie Alberta en telt 2737 inwoners (2001).